# Organ, Hautes-Pyrénées
Organ (phát âm tiếng Pháp: [ɔʁɡɑ̃]) là một xã thuộc tỉnh Hautes-Pyrénées trong vùng Occitanie tây nam nước Pháp. Xã này nằm ở khu vực có độ cao trung bình 400 mét trên mực nước biển.